# Voždovac Stadion
Voždovac Stadion (serbiska: Стадион ФК Вождовац/FC Vozdovac Stadion), även känd som Stadion Shopping Center, är en fotbollsstadion i Belgrad, Serbien. Stadion har en unik placering eftersom den är belägen på taket till ett köpcenter.
Efter att den gamla stadion i Voždovac revs började den nya stadion byggas 2011 tillsammans med etableringen av ett nytt köpcentrum på Zaplanjska-gatan i Voždovac. Stadion har en publikkapacitet på 5 175 åskådare, och uppfyller alla Uefas kriterier för matcher i Europa Conference League, Europa League och Champions League.